# Joanah Ngan-Woo

a Compétitions nationales et continentales officielles uniquement.

b Matchs officiels uniquement.
Dernière mise à jour le 3 mars 2024.
Joanah Ngan-Woo, née le 15 décembre 1995 à Wellington (Nouvelle-Zélande), est une joueuse internationale néo-zélandaise de rugby à XV évoluant principalement au poste de deuxième ligne. Elle représente Wellington en Farah Palmer Cup et joue avec les Hurricanes Poua en Super Rugby Aupiki.

## Biographie
Joanah Ngan-Woo naît le 15 décembre 1995 à Wellington en Nouvelle-Zélande. Elle pratique d'abord le netball puis se met au rugby à XV à l'âge de treize ans.
À 19 ans, elle est sélectionnée pour la première fois avec Wellington en National Provincial Championship.
En 2017, elle est convoquée comme partenaire d’entrainement au cours de la préparation des Black Ferns pour la Coupe du monde. L'année suivante, la fédération lui offre un contrat : elle fait partie des 28 premières joueuses professionnelles du pays. En 2019, elle devient internationale contre les États-Unis et dispute trois des six tests de l'année.
C'est seulement en 2021 qu'elle obtient sa première titularisation avec les Black Ferns, au cours de la tournée européenne ratée qui s'est soldée par quatre défaites en quatre matchs et la démission du sélectionneur Glenn Moore.
En 2022, elle joue pour la franchise des Hurricanes Poua. Elle dispute en suivant la première édition des Pacific Four Series. Elle compte dix sélections en équipe nationale quand elle est retenue en septembre pour disputer la Coupe du monde qui se joue pour elle à domicile. La finale bascule dans les dernières secondes sur une pénaltouche où elle vole le ballon aux Anglaises. Depuis, partout où elle va, elle est abordée au sujet de cette célèbre « main » qui a claqué le ballon décisif pour le titre mondial.
En 2023, elle est à nouveau appelée pour les Pacific Four Series. Comme d'autres cadres de la sélection, elle est laissée au repos pour le WXV.
Son prénom est un mélange de Joana, le prénom de sa grand-mère, et Jonah, en hommage à Jonah Lomu.
Elle a un master en relations internationales.

## Palmarès

### En province
- Finaliste du National Provincial Championship en 2015.

### En équipe nationale
- Vainqueur de la Coupe du monde en 2021.
- Vainqueur des Pacific Four Series en 2022 et 2023.